# Selaginella serratosquarrosa
Selaginella serratosquarrosa är en mosslummerväxtart som beskrevs av Quansah. Selaginella serratosquarrosa ingår i släktet mosslumrar, och familjen mosslummerväxter. Inga underarter finns listade i Catalogue of Life.